# سيدي بوزيد بن علي
سيدي بوزيد بن علي رجل صالح  من مواليد مكة المكرمة يرجع نسبه للأدارسة هاجر للمغرب الأقصى ثم إستفر بالمغرب الأوسط بجبال عمور وتوفي بها

## حياته

### نسبه
أبوزيد بن علي بن المهدي بن صفوان بن يسار بن موسى بن موسى بن سلمان بن يحي بن موسى بن محمد بن عيسى بن إبراهيم بن عيسى بن إدريس الأصغر بن إدريس الأكبر بن عبد الله الكامل بن الحسن المثنى بن الحسن السبط بن علي بن أبي طالب رضي الله عنه وفاطمة الزهراء رضي الله عنها بنت رسول الله صلى الله عليه وسلم.

### أوصافه
سيدي بوزيد بن علي صاحب الاخلاق الحسنة وهو مقرون الحواجب كثيف اللحية ذا حسن وجمال له علامة في طرف الجبهة وهو جرح من اثر الخيل اصيب بها وهو بمكة المكرمة ارض اسلافه وازدياده فيها ولد في أول القرن الخامس من الهجرة وقد عمر كثيرا ومكث بمكة المكرمة ثم انتقل إلى زيارة اسلافه بفاس الزاهر لضريح مولانا ادريس رحمه الله. واخذ العلم عن شيخه حجة الله في ارضه سيدي الامام بن العربي الفقيه وهو أخذ العلم عن شيخه حجة الإسلام غدوة السالكين الامام الغزالي رحمه الله عنه ولما قضى الواجب من زيارة اجداده فيما ذكروا استوطن باهله تهنيئا لرئاسته بمدينة فاس فوقع له تشاجر مع أبناء عمه الادريسيون فخلع لهم ماكلف به من الرئاسة وانتقل باهله إلى جبل راشد وكانت وفاته بتلك التربة وسميت حاليا ببلدية سيدي بوزيد ناحية آفلو حسبما ما اطلعنا عليه فقد اجتمع مما حضر ذلك اليوم المشهود الازدحام على تشييع جنازته خلق كثير.

### ذريتـه
خلف سيدي بوزيد بن علي ا ربعة اولاد وهم:
1. علي
2. عبد الله
3. ومحمد
4. احمد